# Struthanthus gracilis
Struthanthus gracilis är en tvåhjärtbladig växtart som först beskrevs av Henry Allan Gleason, och fick sitt nu gällande namn av Steyerm. & Maguire. Struthanthus gracilis ingår i släktet Struthanthus och familjen Loranthaceae. Inga underarter finns listade i Catalogue of Life.